# Kraljice Bodroga
Kraljice Bodroga su izvorna ženska pjevačka skupina iz Monoštora.
Izvode izvorne hrvatske šokačke narodne pjesme. Djeluje pri mjesnom Kulturno-umjetničkom društvu Hrvata Bodrog. Osnovane su istovremeno kad i to kulturno-umjetničko društvo. Na rad Kraljica Bodroga najviše je utjecala Monoštorka Katica Pašić koja im je prenijela i najveći dio glazbenoga repertoara, a danas skupinu vodi Marijana Šeremešić.

## Album Alaj piva Šokica
Snimanje je dio programa Zavoda za kulturu vojvođanskih Hrvata kojim se nastoji što je više moguće zabilježiti povijesnu baštinu šokačkih Hrvata, kao dio plana kojim se nastoji zastupiti sve subetničke dijelove hrvatskog naroda. 
U tom su pravcu još 2011. iz Zavoda za kulturu vojvođanskih Hrvata strateški razgovarali s Kraljicama Bodroga i čelništvom KUDH Bodrog iz Monoštora, a radi toga da bi se to pjevanje šokačkih Hrvata trajno sačuvalo putem kvalitetne snimke na nosaču zvuka te nakon toga još "kvalitetnije nastaviti s njegovim predstavljanjem".
Polovicom 2012. su godine objavile nosač zvuka Alaj piva Šokica. Nakladnik je Zavod za kulturu vojvođanskih Hrvata. Fotografije na omotu djelu su poznatog fotografa Augustina Jurige. 
Album sadrži 15 pjesama koje su se izvodile u raznim prigodama, "na divanima, po ćoškova, na korzi, na igrankama, uz narodne i virske običaje". Dogovoreno je da u izabrane pjesme uđu hrvatske pučke pjesme, a ne crkvene. Te su pjesme izabrane s obzirom na to da kada je riječ o tradicijskoj glazbi koja nije u svezi s tamburaškom glazbom, da je to jedna od najvrjednijih stvari u Vojvodini- Snimljene su u studiju Viktora Keslera u Subotici. Za snimanje su pripreme obavljene uz stalni stručni nadzor i pomoć etnomuzikologinje Tamare Štricki i glazbenog pedagoga Vojislava Temunovića. 
Lipnja 2014. objavljen je drugi nosač zvuka Faljen Isus, Divice!, posvećen pjevanju šokačkih Hrvatica iz Bačkog Monoštora. Repertoar je marijansko narodno pjevanje. Počimalje su Marijana Šeremešić i Marija Francuz, a rožalje: Anica Šuvak, Anica Kovač, Anita Đipanov, Marija Kovač, Miljana Kovač, Anica Pejak, Ljiljana Jovanović, Evica Roža. Na albumu je recenzentica Tamara Štricki Seg.
Kraljice Bodroga sudjelovale su na brojnim manifestacijama tradicijske kulture u Srbiji, Bugarskoj, BiH, Hrvatskoj i Mađarskoj. U Bugarskoj su 2011. sudjelovale na Balkan festu, u BiH 2010, na Međunarodnoj smotri folklora u Livnu gdje su osvojile prvo mjesto, u Tuzli 2008. na »Tragovima Šokaca«, u Hrvatskoj 2008. na »14. tjednu hrvatskih manjina« u Zagrebu, 2005. na Međunarodnoj smotri folklora u Zagrebu, 2007. u Slavonskom brodu na »Brodskom kolu«, 2004. i 2011. u Đakovu na Đakovačkim vezovima, 2002. u Vinkovcima na Vinkovačkim jesenima, u Srbiji na BEMUS-u u Beogradu 2005. te u Mađarskoj u Pečuhu 2003. na Međunarodnoj smotri folklora. U Subotici redovito sudjeluju na Dužijanci te na kulturnim priredbama vojvođanskih Hrvata te u samome Monoštoru.